# Philodendron longipedunculatum
Philodendron longipedunculatum là một loài thực vật có hoa trong họ Ráy (Araceae). Loài này được Croat & M.M.Mora mô tả khoa học đầu tiên năm 2004.